# Reprezentacja Polski U-15 w piłce nożnej mężczyzn
Reprezentacja Polski U-15 w piłce nożnej – zespół piłkarski do lat 15, reprezentujący Rzeczpospolitą Polską w meczach i sportowych imprezach międzynarodowych, jest jednym z dziesięciu młodzieżowych piłkarskich zespołów narodowych w kraju, powoływanym przez selekcjonera, w którym występować mogą wyłącznie zawodnicy posiadający obywatelstwo polskie i którzy w momencie przeprowadzania imprezy docelowej (finałów Mistrzostw Europy) rocznikowo nie przekroczyli 15 roku życia. Za jej funkcjonowanie odpowiedzialny jest Polski Związek Piłki Nożnej (PZPN).